# Schachspiel Karls des Großen

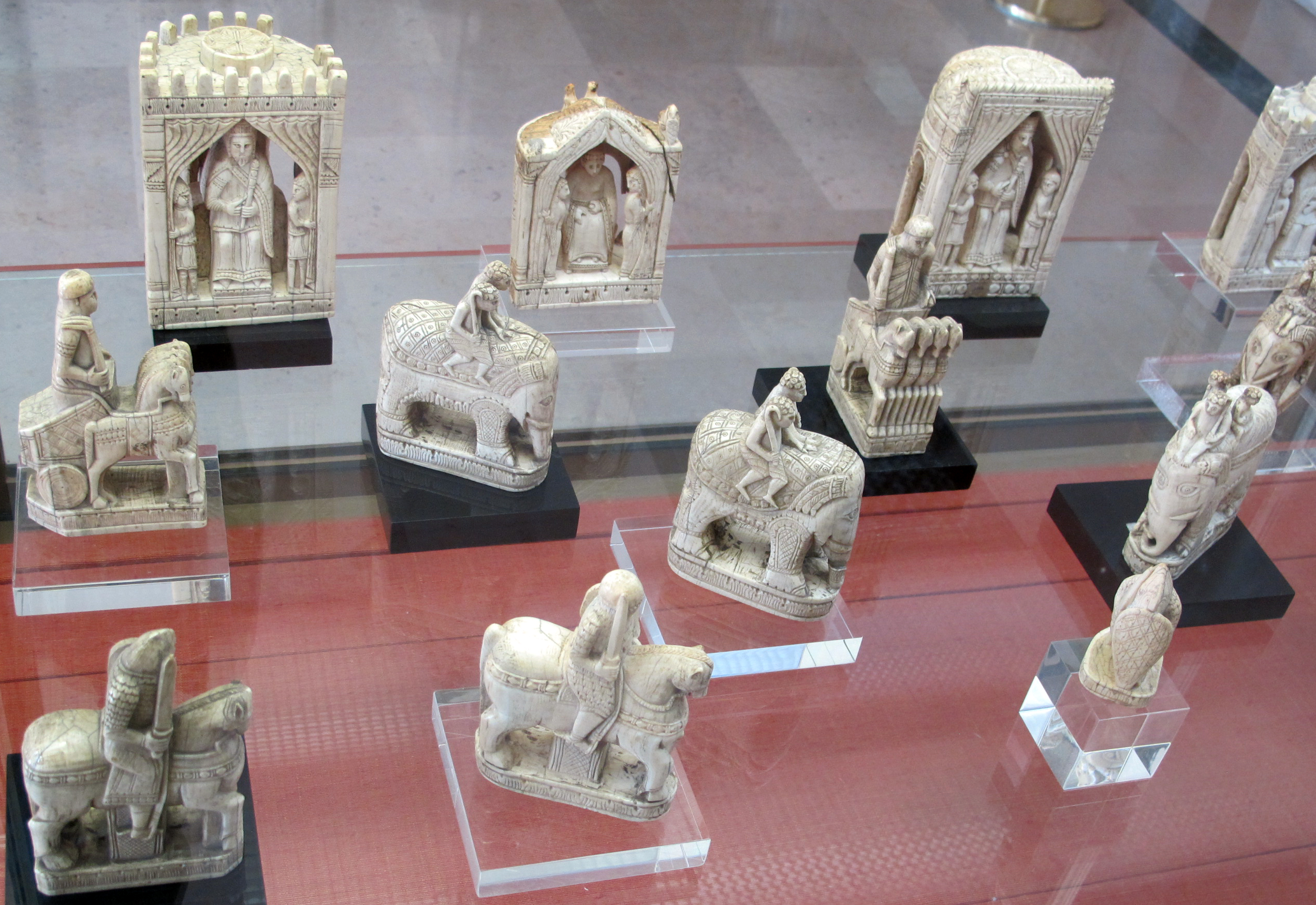
Schachspiel Karls des Großen

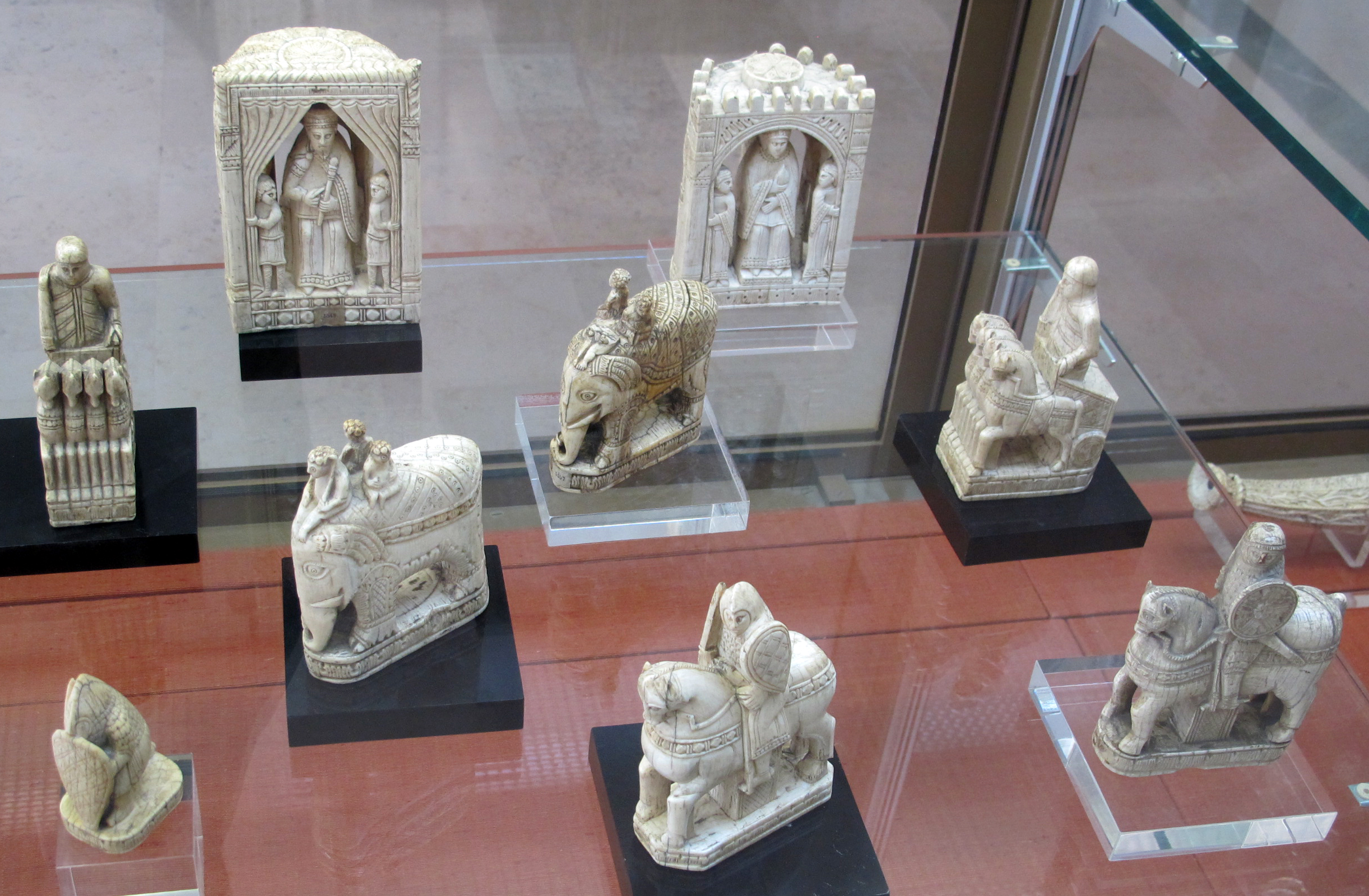

Als Schachspiel Karls des Großen (frz. Le jeu d’échecs de Charlemagne oder Jeu d’échecs dit de Charlemagne) werden sechzehn Schachfiguren bezeichnet, die sich im Besitz der französischen Nationalbibliothek in Paris befinden. Lange Zeit wurden sie mit einer Legende um Karl den Großen in Verbindung gebracht.
Tatsächlich entstanden die Elfenbeinschnitzereien wahrscheinlich in Salerno gegen Ende des 11. Jahrhunderts und sind damit älter als die Lewis-Schachfiguren. Die beiden Figurensätze gelten als die bedeutendsten kostbaren Schachspiele, die aus dem mittelalterlichen Europa überliefert sind.

## Herkunftslegende
Bereits im 14. Jahrhundert wurde erzählt, Karl der Große habe ein wertvolles Schachspiel besessen. Karl erhielt demnach aus Anlass seiner Kaiserkrönung im Jahr 800 ein Geschenk von Harun al-Raschid, dem Kalifen von Bagdad. Die Tatsache, dass zwischen den berühmten Herrschern politische Beziehungen bestanden und wertvolle Gaben, wie der Elefant Abul Abbas, ausgetauscht wurden, bildet somit einen historischen Kern der Legende. Nach einer anderen Version war das Spiel ein Geschenk der byzantinischen Kaiserin Irene.
Die in der Abtei von Saint-Denis aufbewahrten Elfenbeinfiguren wurden erstmals 1625 in einem Bericht über die Geschichte der Abtei mit Karl dem Großen in Zusammenhang gebracht. Der Kaiser habe die Steine und ein Brett aus gleichem Material, das inzwischen verloren sei, der Abtei übergeben. Tatsächlich war zu Karls Zeit Schach in Europa noch unbekannt, und die genannten Schachfiguren gehören einer späteren Periode an.

## Geschichte des Charlemagne-Spiels
Das „Schachspiel Karls des Großen“ ist einer der besterhaltenen Figurensätze des Hochmittelalters. Als Herstellungsort hat die Forschung Süditalien ausgemacht. Ausführung und Erscheinungsbild der Springer und der Bauernfigur ergeben in Bezug auf Schutzschilde und Nasalhelme eine Datierung auf 1080 bis 1090. Vom normannischen Typ, ähnelt die dargestellte militärische Ausrüstung den Soldaten auf dem Teppich von Bayeux, der ebenso Ende des 11. Jahrhunderts entstand. Eine gewisse Stilverwandtschaft mit den nach 1150 in Norwegen hergestellten Lewis-Schachfiguren ist erkennbar. Weitere Untersuchungen ergaben außerdem Hinweise auf byzantinische und orientalische Einflüsse.
| Figur    | Zeichnung | Bild | Bemerkung                                 |
| -------- | --------- | ---- | ----------------------------------------- |
| König    |           |      |                                           |
| Fers     |           |      | später entwickelte sich die Dame daraus   |
| Alfil    |           |      | später entwickelte sich der Läufer daraus |
| Springer |           |      |                                           |
| Turm     |           |      |                                           |
| Bauer    |           |      |                                           |

Die Figuren gehören damit dem normannisch-sizilischen Stil an. Vermutlich wurden sie in einer Werkstatt Salernos geschnitzt. Die siebzig Kilometer südöstlich von Neapel gelegene Stadt war im besagten Zeitraum die Hauptresidenz der süditalienischen Normannenherzöge. Die Elfenbein-Werkstätten der Stadt wurden gerühmt; schließlich lassen sich Bezüge zwischen dem Charlemagne-Spiel und anderen kunsthandwerklichen Erzeugnissen Salernos herstellen.
Hinsichtlich des Auftraggebers, offensichtlich einer politisch mächtigen Persönlichkeit, lassen sich nur Vermutungen anstellen. Unklar ist genauso, wann und wie das Schachspiel in den Besitz der Abtei von Saint-Denis gelangte. Es wird erstmals 1534 in einem Inventar der Abtei erwähnt. Von den ursprünglich bis zu 30 (von 32) Figuren waren schon vor der Französischen Revolution nur sechzehn erhalten. Während der Revolution wurden Kirchengüter beschlagnahmt, und so ging das „Schachspiel Karls des Großen“ 1793 in Staatseigentum über. Seitdem werden die Figuren im Münzkabinett der Nationalbibliothek aufbewahrt. Bald weckten sie das Interesse von Fachleuten. Die Figuren schienen eine frühe Verbreitung des Schachs in Europa zu bezeugen, bis im 19. Jahrhundert eine kritische Diskussion um ihre Herkunft einsetzte.

## Beschreibung der Figuren
Das „Schachspiel Karls des Großen“ besteht aus detailreichen Elfenbeinschnitzereien. Im jetzigen Zustand umfasst das Spiel zwei Könige, zwei Königinnen, drei Streitwagen bzw. Türme, vier Springer, vier Elefanten (anstelle der modernen Läufer) und einen einzelnen Bauern. Von den Bauern und einem Turm abgesehen ist das Spiel vollständig.
Das kostbare Schachspiel war wohl nicht zum Gebrauch gedacht. Dagegen spricht auch die unhandliche Größe der Figuren von teilweise mehr als 15 Zentimetern. Die Könige sind fast ein Kilogramm schwer. An einigen Figuren finden sich Spuren roter Farbe, die offenbar mit dem Weiß oder Gold der anderen Seite kontrastierte. Die gegnerischen Parteien weisen zudem kleine Unterschiede in der Gestaltung auf.
Das Spiel stammt aus einer Zeit, in der sich die Schachregeln von den heutigen noch deutlich unterschieden. Die Königin zieht einen Schritt diagonal, und der Alfil bzw. Elefant, der später zum Läufer wurde, zieht zwei Schritte diagonal, wobei er eine Figur überspringen kann. Wie das Pariser Schachspiel zeigt, wurde in Europa der Fers, die Vorläuferfigur der Dame, frühzeitig als Königin gedeutet.
Ein Kennzeichen der normannisch-sizilischen Kunst ist eine Vermischung europäischer, arabisch-islamischer und byzantinischer Stile. Die Fußsoldaten (Bauern) und Ritter (Springer) zeigen europäische Bildformen. Nichtwestliche Einflüsse weisen neben den Elefanten die Türme auf, die als vierspännige Triumph- oder Streitwagen ausgeführt sind. Dies nimmt Bezug auf die mittelalterliche Bezeichnung der Figur, Roch, die vom indischen Wort ratha für Streitwagen abgeleitet wird. Die ursprüngliche Wortbedeutung war in Westeuropa nicht bekannt, daher ist die Gestaltung der Figur kaum schlüssig zu erklären.
Eigentümlich ist das mit architektonischen Details ausgearbeitete „Gehäuse“, mit dem König und Königin hervorgehoben werden. Die Schnitzereien zeigen jeweils einen halbkreisförmigen Pavillon mit rückseitigen Arkaden und gerader Vorderseite in Gestalt eines Ziboriums. In der Szene raffen Diener von beiden Seiten einen Vorhang, der bisher die Erscheinung des Königs bzw. der Königin und den dahinterliegenden Raum abschirmt. Es handelt sich um die Offenbarung des Monarchen, den Höhepunkt des byzantinischen Hofzeremoniells.

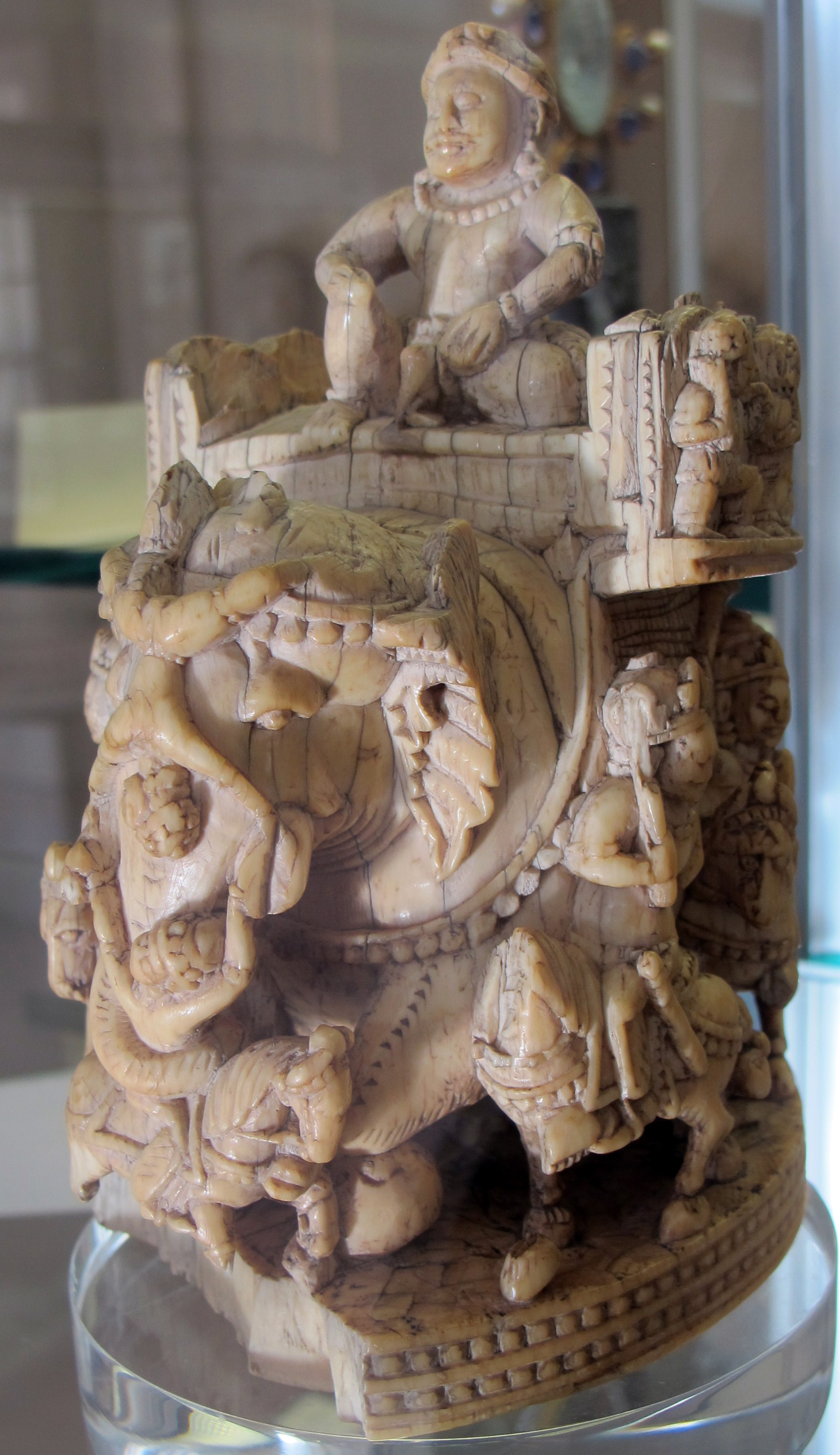
Die indische Königsfigur

## Die indische Königsfigur
Eine andere wertvolle Figur aus Elfenbein, die zu den Schachfiguren von Saint-Denis gehörte, wird heute nicht mehr dem übrigen Figurensatz zugeordnet. Die Skulptur ist fein ausgearbeitet und zeigt einen auf einem Elefanten thronenden Herrscher; neben und auf dem Tier sind weitere Krieger dargestellt, darunter zwei besiegte gegnerische Soldaten. Das in der Literatur auch „Charlemagne-König“ genannte Objekt entstand unter indischem Einfluss im 9. oder 10. Jahrhundert. Eine kufische Aufschrift deutet auf einen arabischen Auftraggeber hin. Aufgrund des hohen Alters käme die Figur als Überrest des legendären Schachspiels theoretisch in Frage. Diese Überlegung lässt sich aber nicht weiter erhärten. Zudem ist umstritten, ob es sich überhaupt um eine Schachfigur handelt.

## Das Osnabrücker Schachspiel
Historisch ist die Bezeichnung auch an anderer Stelle aufgetaucht. So wird im Domschatz des Bistums Osnabrück ein „Schachspiel Karls des Großen“ aufbewahrt. Die fünfzehn Figuren aus Bergkristall, die in Wirklichkeit zu mehreren Spielsätzen gehören, stammen aus dem 10. bis 12. Jahrhundert. Das Spiel soll 1646 noch 25 oder 26 Figuren gezählt haben. Die Spielsteine wurden in arabischen Werkstätten hergestellt und als Luxusgüter nach Mitteleuropa eingeführt.

## Kulturelle Verbreitung und literarische Verwertung
Die Legende vom Schachspiel Karls des Großen erweist sich als zählebig, speziell in der Fassung mit Harun al-Raschid findet sie bis heute in populären Darstellungen Niederschlag. Es wurde sogar spekuliert, die Schachfiguren seien möglicherweise aus Stoßzähnen des erwähnten Elefanten Abul Abbas hergestellt worden. Eine Nachahmung der Pariser Figuren ist im Spielhandel lieferbar.
Schließlich griff die Literatur den reizvollen Gegenstand auf. In dem 1988 publizierten Roman Das Montglane-Spiel – Das Geheimnis der Acht (Originaltitel „The Eight“) von Katherine Neville steht das Schachspiel Karls des Großen im Mittelpunkt der Handlung. Es wird während der Französischen Revolution 1790 ausgegraben, nachdem es tausend Jahre in einer Abtei versteckt gewesen war. Damit das Spiel, in dem ein Schlüssel zur Macht verborgen sein soll, nicht in falsche Hände gerät, lässt die Äbtissin von Montglane seine Teile in ganz Europa verstreuen.